# Fabien Rey
Pour les articles homonymes, voir Rey.
Fabien Rey (né le 27 octobre 1981 à Tarbes) est un coureur cycliste français, actif dans les années 2000 et 2010.

## Biographie
Fabien Rey a couru au VCP Côteaux 65, au club Tarbes Pyrénées Cyclisme, à l'AVC Aix-en-Provence et à l'Entente Sud Gascogne,. Au cours de sa carrière, Il remporte notamment une étape du Tour de Lleida en 2005 et une étape du Grand Prix Chantal Biya en 2006, deux épreuves inscrites au calendrier de l'Union Cycliste Internationale.

## Palmarès
- 2002
  - Primevère Montoise
- 2004
  - Tour du Périgord
- 2005
  - 2eb étape du Tour de Lleida
- 2006
  - 2e étape du Grand Prix Chantal Biya
- 2007
  - Circuit des Vins du Blayais
  - 2e de la Route de l'Atlantique
- 2008
  - Circuit méditerranéen
  - 2e de la Route de l'Atlantique
  - 2e de l'Essor basque
- 2011
  - 1re étape du Tour des Landes
  - 3e du Grand Prix de la Tomate

## Classements mondiaux
| Année           | 2005 | 2006 | 2007 | 2008 | 2009 |
| --------------- | ---- | ---- | ---- | ---- | ---- |
| UCI Europe Tour | 940e |      |      |      |      |
| UCI Africa Tour |      |      | 112e |      | 59e  |